# Eustala anastera
Eustala anastera là một loài nhện trong họ Araneidae.
Loài này thuộc chi Eustala. Eustala anastera được Charles Athanase Walckenaer miêu tả năm 1842.